# Riardo
Riardo è un comune italiano di 2 185 abitanti della provincia di Caserta in Campania.

## Geografia fisica
Situato nell'alto casertano, sul versante settentrionale dei Monti Trebulani.

## Storia

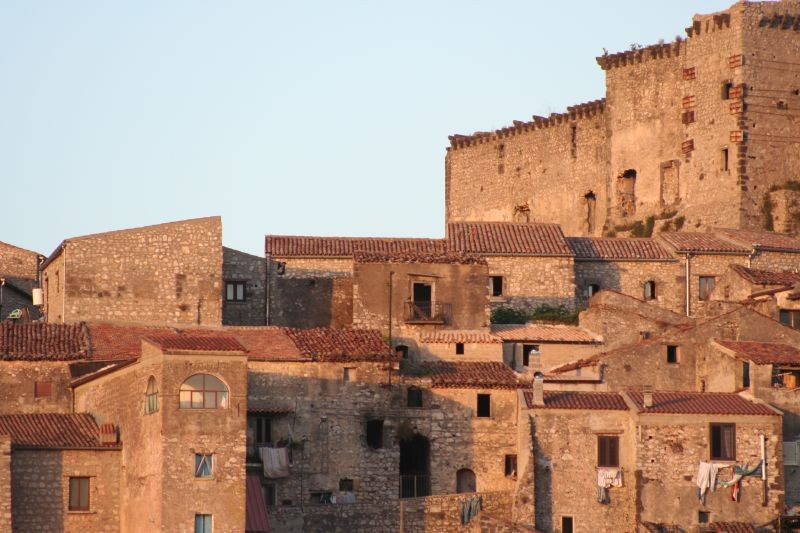
Scorcio del paese

È un centro di origine antichissime (IV secolo a.C.), già conosciuto dagli antichi romani per le sue acque minerali. Il suo castello, costruito dai longobardi, risale all'VIII secolo.
Molto probabilmente durante la seconda guerra punica Annibale passò per Riardo, e si narra che abbia buttato del sale sul villaggio che avrebbe poi chiamato Riardum. Tuttavia l'etimologia del nome è incerta e tuttora al centro di dibattiti. Un'altra ipotesi è che l'acqua minerale, allora probabilmente molto frizzante, desse l'impressione di "ardere" a chi la beveva, da qui rivus ardens poi diventato Riardo.
Secondo altre fonti, il comune era chiamato in origine Liardo o Leardo, tramutato poi in Riardo.
Durante il periodo normanno e svevo, il feudo di Riardo è appartenuto alla famiglia Carafa.
Nel 1229 il pontefice Gregorio IX, che aveva appoggiato l'insurrezione dei baroni nel regno di Sicilia, invase la provincia di Terra di Lavoro. Il re Giovanni di Gerusalemme, per impedire il passaggio dell'Imperatore Federico II che aveva liberato il territorio di Calvi dall'esercito pontificio, passò per Riardo, dove soggiornò per tre giorni.
A seguito della conquista del regno di Sicilia da parte di Carlo I d'Angiò, il feudo di Riardo fu ceduto a Simone IV Conte di Monforte.
Nel 1690 il feudo fu acquistato da Gedeone Cafaro che ne acquisì il titolo di Duca.
Durante la Seconda Guerra Mondiale, a seguito dell'avanzata degli Alleati nel sud Italia, Riardo fu abbandonata dai tedeschi nella notte tra il 22 e il 23 ottobre 1943.

## Monumenti e luoghi d'interesse

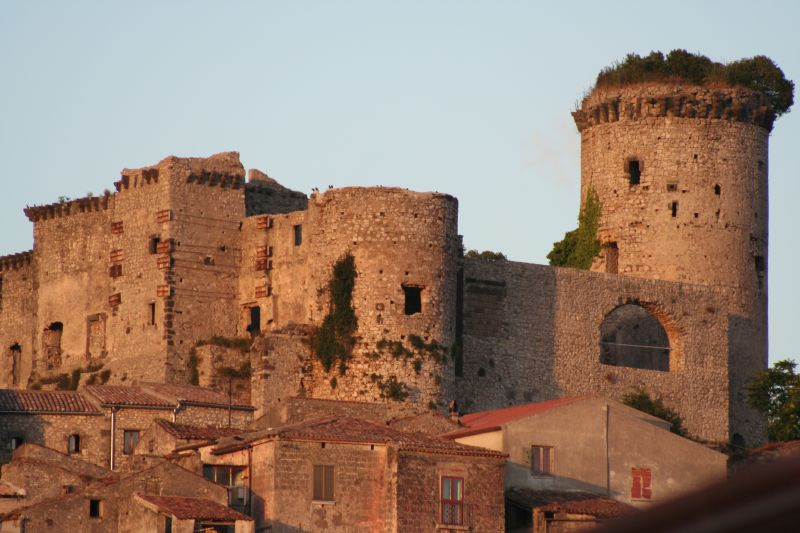
Castello

- Il Castello di origini longobarde, maestoso, sulla sommità della collina che domina la piana del Savone.

- La Chiesa di Santa Maria a Silice
- Chiesa di San Leonardo
- Santuario di Maria SS della Stella

## Società

### Evoluzione demografica
Abitanti censiti

## Economia
Ha sede nel comune lo stabilimento di produzione delle acque minerali Ferrarelle e Santagata, le cui fonti acquifere sono a Riardo.

## Infrastrutture e trasporti

### Ferrovie
Il comune è servito dalla stazione di Riardo-Pietramelara, sulla linea Roma-Napoli via Cassino.

## Amministrazione
| Periodo | Periodo   | Primo cittadino   | Partito                            | Carica      | Note |
| ------- | --------- | ----------------- | ---------------------------------- | ----------- | ---- |
| 1988-   | 1993      | Nicola Rocco      | Partito Repubblicano Italiano      | Sindaco     |      |
| 1993-   | 1994      | Nicola Rocco      | Partito Repubblicano Italiano      | Sindaco     |      |
| 1995-   | 1998      | Armando Fusco     | Partito Democratico della Sinistra | Sindaco     |      |
| 1998-   | 1998      | Mauro Graziano    |                                    | commissario |      |
| 1998-   | 2003      | Armando Fusco     | Democratici di Sinistra            | Sindaco     |      |
| 2003-   | 2008      | Angelo Izzo       | Lista civica                       | Sindaco     |      |
| 2008-   | 2012      | Angelo Izzo       | Lista civica                       | Sindaco     |      |
| 2012-   | 2013      | Immacolata Fedele |                                    | commissario |      |
| 2013-   | 2017      | Nicola D'Ovidio   | Lista civica                       | Sindaco     |      |
| 2017-   | 2018      | Stella Fracassi   |                                    | commissario |      |
| 2018-   | in carica | Armando Fusco     | Lista civica                       | Sindaco     |      |